# HitClips

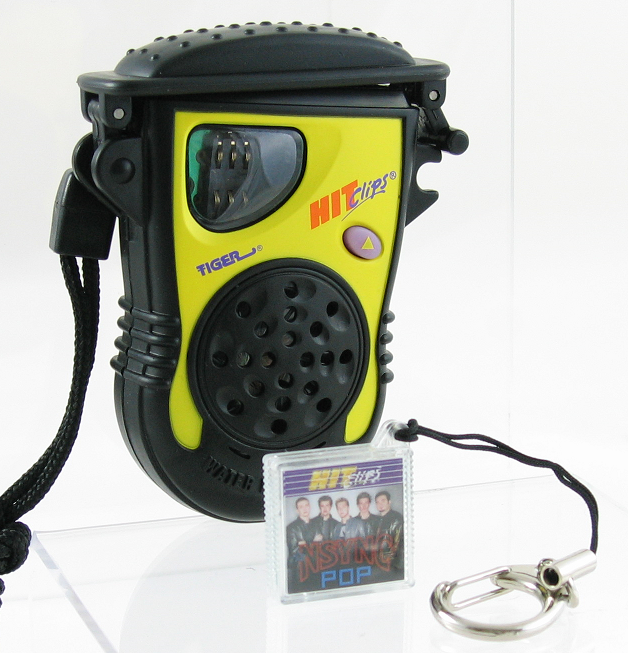
Reproductor HitClips con cartucho NSYNC.

HitClips fue una serie de juguetes que imitaban un reproductor de audio digital creado por Tiger Electronics reproduce clips mono de un minuto de baja fidelidad en su mayoría bestsellers del momento pop, generalmente, desde cartuchos intercambiables, que venían en forma de llaveros o pendientes .  Se lanzó por primera vez en agosto de 2000  con canciones con una memoria rom de 60 segundos con Britney Spears, NSYNC y Sugar Ray . El año siguiente también se lanzaron canciones de Destiny's Child, Backstreet Boys, Dream y Pink .  Existo una versión enfocada en el publico infantil llamada KidClips.  Tiger Electronics hizo acuerdos de licencia para que HitClips contara con importantes sellos discográficos populares, incluidos Atlantic Records, Jive Records / Zomba Label Group,  y Capitol Records .  HitClips fue lanzado por primera vez por McDonald's, Radio Disney y Lunchables .  En junio de 2002, los reproductores y cartuchos de  HitClips combinados habían vendido más de 20 millones de unidades. 
Hilary Duff se convirtió en la portavoz  y cara comercial de HitClips en 2003. En 2004, fue reemplazada por Raven-Symoné cuando el formato sufrió un cambió a un mini cartucho circular de 2 minutos. En ese momento se habían vendido 30 millones de unidades. 

## Lista de canciones

### HitClips
En junio de 2002, estaban disponibles 80 sencillos de más de 30 artistas. 
Aaron Carter
"Aaron's Party"
"I Want Candy"
"Leave It Up to Me"
"Not Too Young, Not Too Old"
"Oh Aaron"
"That's How I Beat Shaq"
Atomic Kitten
"The Tide Is High (Get the Feeling)"
A-Teens
"Dancing Queen"
Avril Lavigne
"Complicated"
"Sk8er Boi"
Backstreet Boys
"I Want It That Way"
"Larger Than Life"
"More than That"
"Shape of My Heart"
"The Call"
Baha Men
"Move It Like This"
"Who Let the Dogs Out?"
Blue Swede
Hooked on a Feeling
Brandy
"Full Moon"
Britney Spears
"(You Drive Me) Crazy"
"...Baby One More Time"
"I'm a Slave 4 U"
"I'm Not a Girl, Not Yet a Woman"
"Lucky"
"Oops!... I Did It Again"
"Overprotected"
"Stronger"
Daniel Bedingfield
"Gotta Get Thru This"
Destiny's Child
"Emotion"
"Independent Women"
"Survivor"
Dream
"He Loves U Not"
"This is Me"
Dream Street
"Gotta Get the Girl"
"It Happens Every Time"
Elvis Presley
"Jailhouse Rock"
"Hound Dog"
"(Let Me Be Your) Teddy Bear"
Enrique Iglesias
"Hero"
Faith Hill
"This Kiss"
"The Way You Love Me"
"Breathe"
Geri Halliwell
"It's Raining Men"
Scream If You Wanna Go Faster"
Gloria Gaynor
"I Will Survive"
Gorillaz
"Clint Eastwood"
Goo Goo Dolls
"Here Is Gone"
Hanson
"If Only"
Hilary Duff
"I Can't Wait"
"Why Not"
Hoku
"Another Dumb Blonde"
"How Do I Feel"
Jenifer Bartoli
Au soleil
Jewel
"Standing Still"
Jump5
"God Bless the USA"
Justin Timberlake
"Like I Love You"
KC and the Sunshine Band
"That's the Way (I Like It)"
Kool & the Gang
Celebration
Krystal Harris
"Supergirl"
Las Ketchup
"The Ketchup Song (Aserejé)"
Lil Romeo
"My Baby"
"The Girlies"
Lindsay Pagano
"Everything U R"
M2M
"Mirror Mirror"
Madonna
"Cherish"
"Don't Tell Me"
"Lucky Star"
"Material Girl"
"Music"
"Hollywood"
"Ray of Light"
Manfred Mann
Do Wah Diddy Diddy
Michelle Branch
"All You Wanted"
"Everywhere"
Nick Carter
"Help Me"
Nivea & Jagged Edge
"Don't Mess with My Man"
No Secrets
"Kids in America"
"That's What Girls Do"
NSYNC
"Bringin' da Noise"
"Bye Bye Bye"
"Celebrity"
"Girlfriend"
"It's Gonna Be Me"
"No Strings Attached"
"Pop"
"This I Promise You"
Otis Day and the Knights
"Shout"
O-Town
"All or Nothing"
"Baby I Would"
"We Fit Together"
Paulina Rubio
"Don't Say Goodbye"
Pink
"Don't Let Me Get Me"
"Most Girls"
"There You Go"
Play
"Us Against The World"
Ritchie Valens
"La Bamba"
S Club 7
"Natural"
Sammie
"I Like It"
Sister Sledge
We Are Family
Shaggy
"Angel"
Simple Plan
"Addicted"
Smash Mouth
"All Star"
"I'm a Believer"
"Pacific Coast Party"
"Why Can't We Be Friends"
Solange
"Crush"
soulDecision
"Faded"
"Let's Do It Right"
"Ooh It's Kinda Crazy"
Stacie Orrico
"Stuck"
Sugar Ray
"Answer the Phone"
"Someday"
"When It's Over"
Technotronic
"Pump Up the Jam"
the Angels
"My Boyfriend's Back"
the Beach Boys
"California Girls"
"Fun, Fun, Fun"
"Good Vibrations"
The Jackson 5
"ABC"
The Kingsmen
"Louie Louie"
the Temptations
"My Girl"
The Simpsons
"Bart"
"Homer"
"People of Springfield"
Tiktak
"Upside Down"
Toya
"I Do!!"
"No Matta What (Party All Night)"
Triple Image and Jamie Lynn Spears
"(Hey Now) Girls Just Want To Have Fun"
the Troggs
"Wild Thing"
Usher
"U Remind Me"
Vanessa Carlton
"A Thousand Miles"
"Ordinary Day"
Will Smith
"Nod Ya Head"
Willa Ford
"Did Ya' Understand That"
"I Wanna Be Bad"
Village People
"Y.M.C.A."

### HitClips Disc
3 Doors Down
"Here Without You"
Bow Wow and Baby
"Let's Get Down"
Britney Spears and Madonna
"Me Against the Music"
Clay Aiken
"Invisible"
Hilary Duff
"Come Clean"
"I Can't Wait"
"So Yesterday"
Howie Day
"Perfect Time of Day"
Jason Mraz
"The Remedy (I Won't Worry)"
Kelly Clarkson
"A Moment Like This"
"Low"
Lindsay Lohan
"Ultimate"
Madonna
"Hollywood"
Michelle Branch
"Are You Happy Now?"
"Breathe"
Nikki Cleary
"1-2-3"
Raven-Symoné
"Supernatural"
"True to Your Heart"
Simple Plan
"Addicted"
"Perfect"
Smash Mouth
"All Star"
"I'm a Believer"
"Pacific Coast Party"
"You Are My Number One"
Stacie Orrico
"(There's Gotta Be) More to Life"
The Ataris
"The Boys of Summer"